# 椎野恭一
椎野 恭一（しいの きょういち、1959年11月30日 - ）は、日本のドラマー。神奈川県横浜市出身。

## 略歴
幼い頃、ビートルズ好きな姉のボーイフレンドがドラマーで、ドラムスティックをプレゼントされたのが、ドラムの道を志すきっかけとなる。中学時代初めてバンドを結成し、はっぴいえんどからクリーム、ローリング・ストーンズなどをコピーする。高校生の時に、当時『エディ藩とオリエント・エクスプレス』に在籍していたゲーリー渡辺に師事。
その後、PaPaを結成し、山下久美子、吉川晃司のサポートを経てバンドデビューを果たし、CHARA、布袋寅泰のアルバム、ツアーに参加の後、渡英。ロンドンでの暮らしは自分の音楽的ルーツを再確認する旅となる。Sky Lab、鈴木賢司、NATURAL CALAMITYらと活動。その時期にセッションを共にした仲間と帰国後、Magnoliaを結成。その傍らUA、花田裕之BAND、AJICOへ参加する。
ドラマーとしての活動以外にも自主レーベルDEEP ORANGEを2009年に立ち上げ、Stumble Bumの2枚のアルバムを制作プロデュース。
2012年、ドラムスクール『Drum Garden』をスタート。
現在も数多くのアーティストとのセッションを重ね活動の幅を広げている。
ミュージシャンの杉山清貴とは、高校時代の同級生。

## 参加作品

### あ行
- あいみょん
  - 『生きていたんだよな』（2016年）
  - 『青春のエキサイトメント』（2017年）
- 浅井健一
  - 『Deadly Hair -HALL TOUR MERCURY-』（2010年）
  - 『Nancy』（2014年）
  - 「ぐっさり」（2019年　配信限定）
  - 『BLOOD SHIFT』（2019年）
- AJICO
  - 『深緑』（2001年）
  - 『AJICO SHOW』（2001年）
  - 『接続』（2021年）
  - 『ラヴの元型』（2024年）
- 阿部真央
  - 『戦いは終わらない』（2012年）
- 新居昭乃
  - 『ソラノスフィア』（2009年）
  - 『20th Anniversary Album sora no uta』（2012年）
- Arisa Safu
  - 『Chasing The American Dream』（2013年）
- 杏
  - 『愛をあなたに』（2012年）
- いきものがかり
  - 『桜咲く街物語』（2007年）
  - 『My song Your song』（2011年）
  - 『NEWTRAL』（2012年）
  - 『I』（2013年）
  - 「アイデンティティ」（2019年　配信限定）
  - 『WE DO』（2019年）
- 市井由理
  - 『furniture』（1997年）
- イノトモ
  - 『丘の向こう』（2020年）
- 今井美樹
  - 『A PLACE IN THE SUN』（1994年）
- UA
  - 『アメトラ』（1998年）
  - 「傘がない」（2018年　井上陽水のトリビュート・アルバム『YOSUI TRIBUTE』に収録）
- 宇崎竜童
  - 『ブルースで死にな』（2008年）
- 内海利勝
  - 『Stamp of Dreams』（2007年）
- Uru
  - 『プロローグ』（2018年）
- 瑛人
  - 『1 OR 8』（2022年）
- 大澤誉志幸
  - 『明日はきっとハレルヤ』（2012年）
  - 『山下久美子 & 大澤誉志幸 / & Friends』（2013年）
  - 『大澤誉志幸 with DIE /  ピンク スパイダー』（2013年）
  - 『山下久美子 & 大澤誉志幸 / & Friends II』（2014年）
- おおはた雄一
  - 『song book 2』（2007年）
- 鬼束ちひろ
  - 『LAS VEGAS』（2007年）
- 小野一穂
  - 『綿帽子』（2010年）
  - 『引力と奇跡』（2012年）

### か行
- 海田庄吾
  - 『映画「虹色デイズ」オリジナル・サウンドトラック』（2018年）
  - 映画『ギャングース』（2019年）
  - 映画『FUNNY BUNNY』（2021年）
  - 映画『ブルーサーマル』（2022年）
- 叶和貴子
  - 『michi』（2015年）
- カルメン・マキ
  - 「デラシネ」（2017年）
- Keyco
  - 『P-TRAIN』（2002年）
  - 『Water Notes』（2003年）
- 吉川晃司
  - 『zero 吉川晃司 live』（1988年）
  - 『SAMURAI ROCK』（2013年）
- Caravan
  - 『walk about』（2005年）
  - 『Wander Around』（2006年）
  - 『PANORAMA VISION』（2007年）
  - 『The Planet Songs Vol.2』（2010年）
- Q;indivi
  - 『philharmonique;』（2008年）
- 清原果耶
  - 『今とあの頃の僕ら』（2020年）
- 清春
  - 『VINNYBEACH 〜架空の海岸〜』（2006年）
- Kyrie
  - 『DEBUT』（2023年）
- キリンジ
  - 『3』（2000年）
  - 『馬の骨 FIRST TOUR 2005 at LIQUIDROOM / 堀込高樹 First Solo Live "Home Ground" at Stellar Ball』（2006年）
- Keison
  - 『Babe』（2001年）
  - 『漂流』（2007年）
- 小島嵩弘
  - 『ONE』（2007年）
- 児玉奈央
  - 『MAKER』（2009年）
  - 『SPARK』（2010年）
- Cocco
  - 『ザンサイアン』（2006年）
  - 『きらきら』（2007年）
  - 『Cocco きらきら Live Tour 2007/2008 ∼Final at 日本武道館 2 Days∼』（2008年）
  - 『大丈夫であるように - Cocco 終らない旅 -』（2009年）
  - 『エメラルド』（2010年）
  - 『エメラルド Tour 2010』（2011年）
  - 『ザ・ベスト盤ライブ ∼2011.10.7』（2013年）
  - 『パ・ド・ブレ』（2014年）
  - 『プランC』（2014年）
  - 『アダンバレエ』（2016年）
  - 『Cocco Live Tour 2016 “Adan Ballet” -2016.10.11-』（2017年）
  - 『Cocco 20周年記念 Special Live at 日本武道館 2days ∼一の巻×二の巻∼』（2017年）
  - 『スターシャンク』（2019年）
  - 『Cocco Live Tour 2019 “Star Shank” -2019.12.13-』（2020年）
  - 『クチナシ』（2021年）
  - 『プロム』（2022年）
  - 「お望み通り」（2022年　配信限定）
  - 「クジラのステージ」（2023年　配信限定）
  - 「ファンタジー」（2023年　配信限定）
  - 『Cocco 25周年ベストツアー 2022-2023 ∼其の1、其の2、其の3∼』（2023年）
  - 「飛花落花」（2024年　配信限定）
  - 『ビアトリス』（2024年）
- KOTEZ & YANCY
  - 『Here Comes The Band』（2016年）
- GOMA & The Jungle Rhythm Section
  - 『RHYTHM & BREATH』（2007年）
  - 『AFRO SAND』（2009年）
  - 『I Believed the Future.』（2011年）
  - 『フラッシュバックメモリーズ』（2013年）
  - 『STARTiNG OVER』（2018年）

### さ行
- さとうさちこ
  - 『ガラスの空』（2005年）
  - 『からっぽな世界』（2007年）
  - 『はじまりの想い』（2017年）
- Salyu
  - 『landmark』（2005年）
- Salyu×小林武史
  - 「what to do 'cause love you」（2013年 『大貫妙子トリビュート・アルバム-Tribute to Taeko Onuki-』に収録）
- Sunshine Love Steel Orchestra
  - 『Sunrise』（2009年）
- THEATRE BROOK
  - 『I am the space, you are the sun』（2000年）
- 椎名林檎
  - 『逆輸入 〜航空局〜』（2017年）
- Signals
  - 『Lapis Sky』（2008年）
  - 『光と影と人工衛星 “the light, the shadow, and the satellite.”』（2009年）
  - 『NAKED FOOL』（2011年）
  - 『Moon Fiction 002』（2019年）
  - 『Moon Fiction 001』（2019年）
- Sugar Soul
  - 『on』（1999年）
- SUEMARR
  - 『MINSTREL』（2014年）
  - 『泥水は揺れる』（2017年）
- SKYLAB
  - 『JUDAS!』（1997年）
- Stumble Bum
  - 『FOLK ROCKER』（2010年）
  - 「田舎道」（2010年）
  - 『FOLK ROCKER 02』（2013年）
- Spinna B-ILL meets Kenji Jammer
  - 『STAY LONGER』（2005年）
- 星羅
  - 『#1 コンパス』（2008年）
  - 『ラブレターのかわりにこの詩を。』（2010年）
- SEKAI NO OWARI
  - 「サザンカ」（2018年）
- 関取花
  - 『逆上がりの向こうがわ』（2019年）

### た行
- 高畠俊太郎
  - 『爽雨』（2006年）
- DAOKO × 小林武史
  - 「ドラマ」（2019年　配信限定）
- Chihana
  - 『RED and BLUE』（2013年）
  - 『Blue Moon Saloon』（2016年）
- 千尋
  - 『旅の途中』（2016年）
  - 『Live at Yokohama Thumbs up』（2020年）
  - 『リトルコスモ』（2022年）
- Chara
  - 『Soul Kiss』（1992年）
  - 『KiSS』（1993年）
  - 『A Scenery Like Me』（2004年）
- 辻仁成
  - 『i like you』（1999年）
- DUDE TONE
  - 『AFTERGLOW』（2010年）
  - 『十字路のGuitar』（2014年）
- 照井利幸
  - 『泣き虫しょったんの奇跡 Original Soundtracks』（2018年）
- 寺岡呼人
  - 『GOLDEN CIRCLE』（1995年）
- トータス松本
  - 『FIRST』（2009年）
- ともさかりえ
  - 『トリドリ。』（2009年）

### な行
- 中田裕二
  - 『MY LITTLE IMPERIAL』（2012年）
  - 『アンビヴァレンスの功罪』（2013年）
- Natural Calamity
  - 『Andalucian Moon』（1995年）
  - 『Peach Head』（1996年）
  - 『On The Peach - Peach Head Remix』（1997年）
- nano.RIPE
  - 「絵空事」（2012年　カップリング曲「マイガール」に参加）
  - 『ヨルガオ』（2019年）

### は行
- パードン木村
  - 『Pardon Kimura & Drummers G.E.P Good Enough Pocket』（2012年）
- 元ちとせ
  - 「あなたの夢で目覚めた朝に」（2018年　長府製作所CMソング）
  - 『虹の麓』（2022年）
- 花田裕之
  - 『OPEN YOUR EYES』（1994年）
  - 『SONG FOR YOU』（1998年）
  - 『NOTHIN’ON』（2001年）
  - 『NOW A DAYS』（2004年）
  - 『NASTY WIND』（2005年）
- PaPa
  - 『PaPa』（1987年）
  - 『TOWER』（1989年）
- Band HANADA
  - 『Live Rollin’』（2008年）
  - 『ROADSIDE』（2017年）
- FAYRAY
  - 『tears』（2000年）
- 布袋寅泰
  - 『GUITARHYTHM active tour '91-'92』（1992年）
  - 『GUITARHYTHM III』（1992年）
  - 『GUITARHYTHM WILD』（1993年）
  - 『GUITARHYTHM WILD I』（1993年）
  - 『GUITARHYTHM WILD II』（1993年）
  - 『GUITARHYTHM IV』（1994年）
- 堀込高樹
  - 『Home Ground』（2005年）

### ま行
- Magnolia
  - 『Magnolia』（2003年）
  - 『NUTS』（2005年）
- 松崎ナオ
  - 『虹盤』（2001年）
- 未映子
  - 『うちにかえろう∼Free Flowers∼』（2002年）
- mio-sotido
  - 『映画「ホットロード」 オリジナル・サウンドトラック』（2014年）
  - 映画『HOMESTAY 』（2022年）
- 宮田和弥
  - 『smash』（1998年）
- 宮本浩次
  - 「昇る太陽」（2019年）
  - 『宮本、独歩。』（2020年）
- THE MILLION IMAGE ORCHESTRA
  - 『熱狂の誕生』（2019年）
  - 「WELCOME TO THE MILLION IMAGE SHOW THE MOVIE」（2020年　配信限定）
- Mooney
  - 『Mooney sings Louis』（2001年）
- Mooney & Keni with Lucky Rhythm
  - 『HOAGY'S BACK』（2009年）
- Mooney & KOTEZ
  - 『Let's Christmas』（2023年）
- Mooney and His Lucky Rhythm
  - 『Let's Swing』（2002年）
  - 『Fats with us』（2004年）
  - 『Hey Good Rockin’』（2007年）
  - 『THANKS JAGIE DAY』（2015年）

### や行
- Yae
  - 『alive ∼今ここに生きている∼』（2016年）
- 八代亜紀
  - 『VOICE』（2005年）
- 山下久美子
  - 『LIVE -BEST COLLECTION-』（1983年）
  - 『Sleeping Gypsy』（1992年）
  - 『Century Lovers』（1993年）
  - 『山下久美子 オール・タイム・ベスト Din-Don-Dan』（2016年）
  - 『Love♥You Live☆“Sweet Rockin' Best of Live 2018”』（2018年）
- YANCY
  - 『SONGS FROM SUNNY SKY』（2004年）
  - 『TASOGARE-JOHN』（2008年）
- YOSSY LITTLE NOISE WEAVER
  - 『Sun and Rain』（2018年）
- YUKI
  - 『commune』（2003年）
- JUDE
  - 『Charming Bloody Tuesday』（2002年）
  - 『Dirty Animal』（2004年）
  - 『Highway Child』（2004年）

### ら行
- Rie fu
  - 『Rie fu』（2005年）
  - 『ROSE ALBUM』（2006年）
- リクオ
  - 『HOBO HOUSE』（2014年）
  - 『リクオ with HOBO HOUSE BAND / Live at 伝承ホール』（2014年）
  - 『リクオ with HOBO HOUSE BAND / Live at 伝承ホール Movie』（2014年）
  - 『Hello!』（2016年）
- Lily Chou-Chou
  - 「エーテル」（2010年　配信限定）
- LEO今井
  - 『Laser Rain』（2009年）
- Leyona
  - 『Niji』（2002年）